# Cerco de Marcianópolis
O Cerco de Marcianópolis foi um cerco bem sucedido realizado pelos godos contra a cidade imperial e capital provincial de Marcianópolis (moderna Devnja, na Bulgária). Apesar de ser visto como um episódio histórico, sua datação é problemática, bem como os comandantes góticos que o conduziram.

## Antecedentes
Desde o reinado do imperador Alexandre Severo (r. 222–235), contínuos movimentos de novos povos guerreiros próximo à fronteira danúbia foram percebidos. Estes novos povos atacaram alguns dos centros da costa como Ólbia e Tiras, antigas colônias gregas na atual Ucrânia, que foram destruídas. Após a destruição do sítio de Istro em 238, Maximino Trácio (r. 235–238) instituiu tributos anuais a serem pagos às tribos agressivas e firmou acordos com elas. Sob Filipe, o Árabe (r. 244–249), no entanto, os acordos foram quebrados e os tributos deixaram de ser pagos, o que levou ao recomeçar das hostilidades.
Segundo a Gética do escritor bizantino do século VI Jordanes, no final de 248 o rei gótico Ostrogoda reuniu um exército coligado de 300 000 soldados composto de godos e tribos aliadas germano-sármatas (taifalos, peucinos, asdingos e carpos) para invadir a Mésia e Trácia. Com a nomeação pelo exército balcânico de Pacaciano (r. 248) como imperador e com a negligência do comandante Décio para lidar com o problema, os invasores foram bem-sucedidos em sua campanha.
Ao chegar na região, de acordo com Jordanes, Décio viu-se incapaz de deter os invasores e preferiu liberar seus soldados do serviço militar. Os soldados, revoltados, dirigiram-se para Ostrogoda pedindo proteção, que foi concedida, e eles foram incorporados ao exército invasor. Os subcomandantes góticos de Ostrogoda, chamados Argedo e Gunderico, foram enviados para devastar novamente a Mésia e dirigiram-se para a cidade fortificada de Marcianópolis na Trácia.

## Cerco e rescaldo
Nas portas da cidade, os invasores coletaram pedras do entorno para utilizar como projéteis. Um aristocrata local chamado Máximo, que segundo o escritor grego do século IV Déxipo possuía inclinações à filosofia e era descendente de reis trácios, aconselhou os locais a suportar o bombardeio inicial sem respondê-lo. Os bárbaros lançaram intenso bombardeio, tido por Déxipo como chuva de granizo, mas que não surtiu efeito. Eles se retiraram por alguns dias, mas retornaram para atacá-la novamente.
No segundo ataque, porém, os marcianopolitanos responderam, sob conselho de Máximo, o ataque inimigo e conseguiram provocar pesadas baixas aos invasores, que se viram obrigados a se retirar. Esse relato, contudo, é contrariado por aquele de Jordanes no qual é descrito que os invasores somente abandonaram o cerco quando foram subornados pelos cidadãos com um substancial resgate.
Depois desse cerco, Ostrogoda retirou-se para seu país com seu butim. Na primavera de 249, Décio, ainda no comando das legiões locais, foi aclamado imperador e decidiu marchar contra Roma para depor Filipe. Esse vácuo militar atraiu mais invasores. Em 250, os carpos invadiram a Dácia, o leste da Mésia Superior e oeste da Mésia Inferior, enquanto o rei gótico Cniva, o sucessor de Ostrogoda, organizou suas forças e também atacou os romanos. As forças de Cniva parecem ter incluído godos, taifalos e vândalos, bem como veteranos romanos renegados. Dado a descrição dos "citas" fornecido por Zósimo, é quase certo que havia elementos sármatas, como os roxolanos.

## Datação
A datação do cerco de Marcianópolis ainda é motivo de disputa entre os estudiosos, sobretudo devido à disputa quanto a existência ou não da personagem Ostrogoda descrita na obra de Jordanes. Supondo que efetivamente Ostrogoda tenha existido, o cerco ocorreu em 248 ou 249, que foi o momento dessa primeira investida gótica, porém é também igualmente possível que Argedo e Gunderico, os comandantes do cerco, fossem, na verdade, subcomandantes de Cniva, o que permitira deslocar a data do cerco para 250/251, antes do cerco e posterior saque de Filipópolis.